# Veolia Energia Poznań
Veolia Energia Poznań SA (dawniej Dalkia Poznań i Dalkia Poznań-ZEC) – spółka akcyjna z branży energetycznej z siedzibą w Poznaniu na Karolinie na osiedlu samorządowym Główna. Powstała 4 czerwca 2004 roku w wyniku prywatyzacji Zespołu Elektrociepłowni Poznańskich S.A. (ZEC Poznań S.A.) przez konsorcjum Dalkia Termika S.A. i Poznańskiej Energetyki Cieplnej S.A. (PEC S.A.). Przedsiębiorstwo jako podmiot prawa handlowego w formie jednoosobowej spółki Skarbu Państwa zostało utworzone w 1993 z przekształcenia powstałego w 1975 Zespołu Elektrociepłowni Poznań.

## Elektrociepłownia Poznań Garbary EC-I
Pierwsza elektrownia w Poznaniu uruchomiona została w 1904 przy ul. Grobla, lecz już wkrótce okazała się za mała na potrzeby miasta. Podjęto decyzję o budowie Elektrowni Garbary. Projekt architektoniczny wykonał Stefan Cybichowski, a prace budowlane rozpoczęto w październiku 1927. Obiekt uruchomiono 23 listopada 1929. Żelbetonowy budynek ustawiono na 2187 palach o długości od 6,5 do 10 metrów. Zużyto 900 ton stali do zbrojeń, 11 000 m³ żwiru i 425 wagonów cementu. Powierzchnia budynku głównego wyniosła 980 m², kotłowni – 2050 m², a rozdzielni – 450 m². Działały trzy kotły opalane miałem węglowym z grysikiem i dwa turbogeneratory, każdy o mocy 8/10 MW. Chłodzenie zapewniała woda z Warty, doprowadzana dwoma metrowej średnicy rurociągami. Każdy z kotłów miał własny, 28-metrowy komin. Od 1931 działał również czwarty kocioł (moc zakładu zwiększyła się o 20 MW). Sukcesywnie rozbudowywana w okresie przed II wojną światową i po wojnie, w 1952 osiągnęła moc 65 MW. W 1959 rozpoczęły się dostawy pary technologicznej z elektrowni, a w 1965 zaczęła się przebudowa elektrowni na elektrociepłownię.
W 1967 do miejskiej sieci ciepłowniczej Poznania dostarczono po raz pierwszy energię cieplną w wodzie gorącej, a 1969 zakończyła się modernizacja wszystkich turbin kondensacyjnych na ciepłownicze. W związku ze wzrostem produkcji energii cieplnej kosztem energii elektrycznej powstała potrzeba budowy EC-II Karolin.
2015 rok był ostatnim w eksploatacji obiektu. Według koncepcji opracowanej przez władze miejskie w miejscu nieczynnej już elektrociepłowni mogłyby powstać budynki mieszkalne.
Elektrociepłownia Garbary EC1 została sprzedana w 2019 roku deweloperowi.

### Dane techniczne
Dane techniczne na rok 2002:
- moc cieplna: 165 MW
- moc elektryczna: 0 MW
- produkcja ciepła: 632 TJ
- produkcja energii elektrycznej: 4954 MWh

## Elektrociepłownia Poznań Karolin EC-II

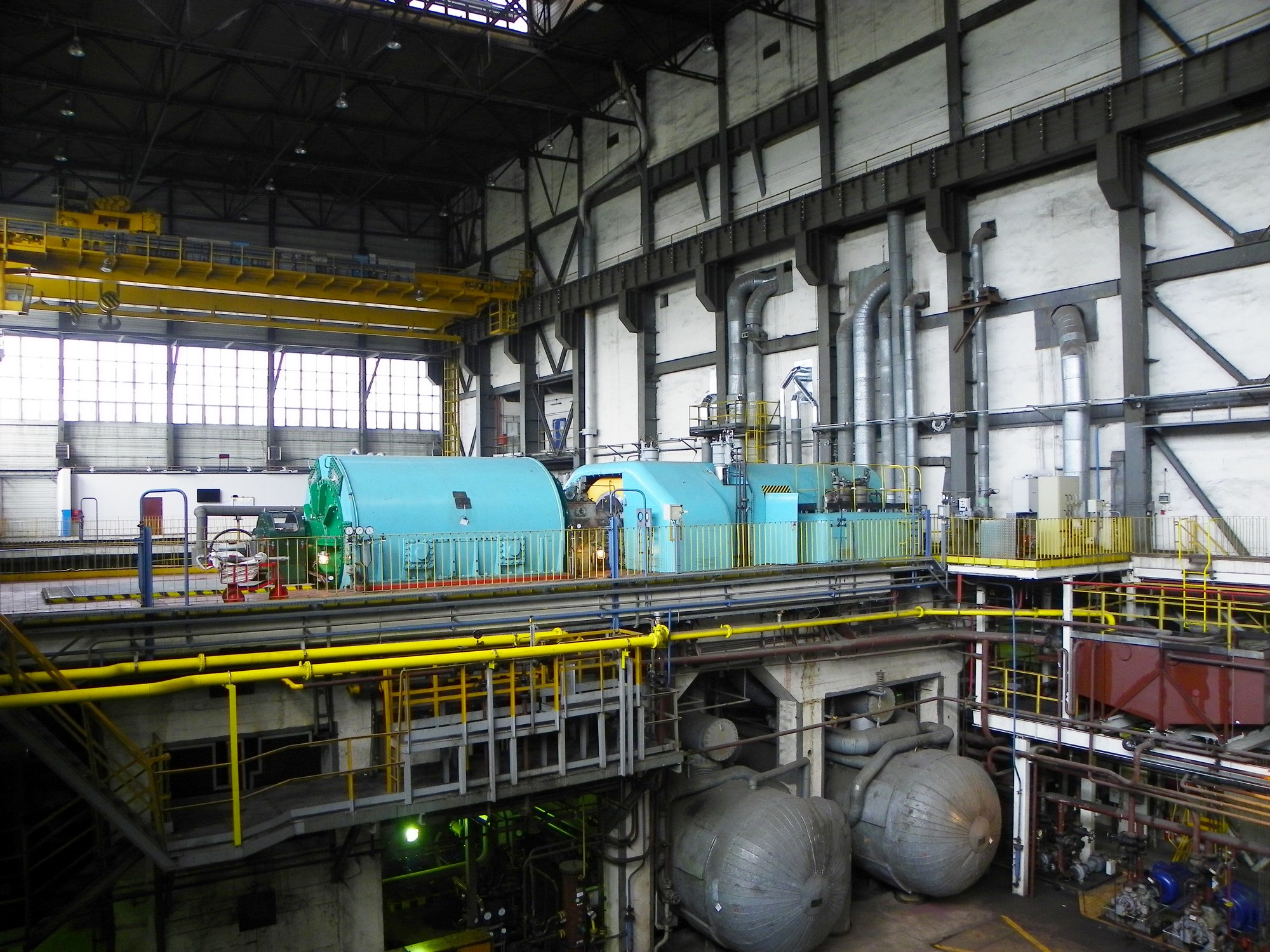
Turbozespół bloku BC-50

Decyzję o budowie elektrowni podjęto w 1970 wobec coraz mniejszych możliwości rozbudowy EC-I Garbary. W 1975 miejska sieć ciepłownicza Poznania otrzymała pierwsze dostawy pary z EC-II z kotłów wodnych, w 1985 uruchomiono blok energetyczny nr 1 elektrociepłowni, składający się z dwóch kotłów BC-50 oraz turbozespołu 13UP65 umożliwiającego rozpoczęcie produkcji energii elektrycznej. W 1991 w EC-II Karolin uruchomiono blok ciepłowniczy BC-100 (blok nr 2), a w grudniu 1998 roku blok ciepłowniczo-kondensacyjny BK-100 (blok nr 3).
Dalkia stawiała głównie na kogenerację – jest to sposób wytwarzania energii, w którym jednocześnie generowana jest energia elektryczna oraz ciepło. Jest to proces wysokosprawny, w którym energia może być wytwarzana z paliw takich jak np. węgiel, biomasa, gaz. Kogeneracja przyczynia się do ograniczenia emisji zanieczyszczeń oraz zmniejszenia zużycia paliw kopalnych.
W tradycyjnym układzie, energia elektryczna produkowana jest w elektrowni – ze sprawnością ok. 36%. Ciepło pochodzi z ciepłowni miejskich lub wytwarzane jest lokalnie w kotłach c.o. ze średnią sprawnością ok. 90%. W efekcie, by wytworzyć taką samą ilość energii w tradycyjnym układzie potrzeba 62% więcej energii pierwotnej (np. węgla), niż w układzie skojarzonym (w agregacie kogeneracyjnym – odzysk ciepła).
Z punktu widzenia ochrony środowiska, a w szczególności dbałości o czystość powietrza w Poznaniu, rozwój miejskiej sieci ciepłowniczej jest zjawiskiem bardzo korzystnym. Ciepło produkowane w elektrociepłowni zastępuje lokalne kotłownie i indywidualne paleniska węglowe (tzw. niska emisja) emitujące zanieczyszczenia, których w tak małych i prostych obiektach nie daje się skutecznie eliminować.
Kluczowe jest pozbywanie się rozproszonego spalania węgla na rzecz profesjonalnych, wysoko sprawnych instalacji, wyposażonych w zabezpieczenia o wysokiej skuteczności zatrzymywania pyłów, SO2 i innych zanieczyszczeń.
Odbiorcą energii elektrycznej elektrociepłowni jest Grupa Energetyczna Enea. Dalkia Poznań jest również największym dystrybutorem ciepła dla mieszkańców Poznania, Czerwonaka, Koziegłów i Swarzędza.
Na teren elektrociepłowni prowadzi bocznica kolejowej obwodnicy Poznania (linii 395), po której wjeżdżają pociągi dostarczające paliwo: węgiel oraz mazut.
W Dalkii Poznań ZEC zmodernizowano jeden z kotłów, gdzie docelowo spala się w 100% tylko biomasę (kocioł fluidalny, BFB). Koszt wymiany kotłów w Poznaniu i Łodzi to 70 mln euro. To pierwsza tak duża modernizacja elektrociepłowni i przejścia całkowicie na biomasę w Polsce.
Dzięki zmianie opału o 460 tys. ton rocznie spadnie emisja CO2, a Dalkia osiągnie 19,3% wykorzystania odnawialnych źródeł energii, który w Polsce w 2020 r. ma wynieść 15%. Rocznie w kotłach będzie spalanych ok. 600 tys. ton biomasy.
80% będą stanowiły odpady drzewne, a 20% biomasa z upraw rolnych. Koszty zakupu biomasy to ok. 170 mln zł rocznie. Część biomasy będzie pochodzić z ponad 2 tys. ha własnych plantacji roślin energetycznych – trawy miskantus i słomy z upraw zbóż oraz wierzby energetycznej czy produktów po przetworzeniu artykułów spożywczych, np. łusek słonecznika.
Biomasa ma być dostarczana koleją. 

### Dane techniczne
- moc cieplna osiągana: 843 MW
- moc elektryczna osiągana: 276 MW
- ilość węgla spalonego w ciągu roku: 825 tys. ton
- wysokość komina: 203 m

### Komin
Charakterystyczny komin, o wysokości 200 metrów, jest najwyższą budowlą w Poznaniu. Widoczny z daleka, zwłaszcza po zmroku za sprawą czerwonych świateł ostrzegawczych tzw. oświetlenie przeszkodowe dla samolotów zamontowanych w pięciu rzędach (z czego trzy rzędy mrugają). Na kominie zamontowane są anteny nadawcze kilku stacji radiowych.

## Stacje nadawane z nadajnika na kominie

### Parametry[5]
- Wysokość posadowienia podpory anteny: 78 m n.p.m.
- Wysokość obiektu: 200 m n.p.t.
- Wysokość zawieszenia systemów antenowych: Radio: 156, 166, 180, 181, TV: 203 m n.p.t.
- Właściciele nadajników: RS TV, Info-TV-FM i inni

### Radio
| LP | Program              | Właściciel                     | Częstotliwość | Moc nadajnika | Polaryzacja |
| -- | -------------------- | ------------------------------ | ------------- | ------------- | ----------- |
| 1  | Radio Złote Przeboje | Grupa Radiowa Agory Sp. z o.o. | 88,40 MHz     | 5 kW          | pionowa     |
| 2  | Radio Emaus          | Dom Medialny Święty Wojciech   | 89,80 MHz     | 1 kW          | pionowa     |
| 3  | Radio Eska           | Grupa Radiowa Time SA          | 93,00 MHz     | 10 kW         | pozioma     |
| 4  | RMF Maxx             | Grupa RMF                      | 93,50 MHz     | 0,4 kW        | pionowa     |
| 5  | Radio Eska Rock      | Grupa Radiowa Time SA          | 93,90 MHz     | 0,4 kW        | pionowa     |
| 6  | Tok FM               | INFORADIO Sp. z o.o.           | 97,70 MHz     | 0,1 kW        | pionowa     |
| 7  | Radio Pogoda         | Grupa Radiowa Agory Sp. z o.o. | 103,40 MHz    | 0,2 kW        | pionowa     |
| 8  | RMF Classic          | Grupa RMF                      | 103,90 MHz    | 0,5 kW        | pionowa     |
| 9  | Rock Radio           | Grupa Radiowa Agory Sp. z o.o  | 105,40 MHz    | 1 kW          | pionowa     |
| 10 | Vox FM               | Grupa Radiowa Time SA          | 107,40 MHz    | 1 kW          | pozioma     |

### Telewizja mobilna
| Skład multipleksu | Częstotliwość | Kanał | Moc nadajnika | Polaryzacja | Kompresja | Rodzaj szyfrowania |
| --- | ------------- | ----- | ------------- | ----------- | --------- | ------------------ |
| MUX 4 - TVP1 - TVP2 - Polsat - TVN - TV4 - TV Puls - Polsat News - Polsat Film - TVP Seriale - Kino Polska - Comedy Central - Polsat Sport - Polsat Sport Extra - Nickelodeon - RMF FM - RMF Maxxx - Radio Pink - Radio ZET - Antyradio - Radio Plus - Tok FM - Roxy FM - Radio Złote Przeboje - Eska Rock - Radio Bajka - Moje Polskie Radio | 530 MHz       | 28    | 10 kW         | pionowa     | MPEG-4    | Irdeto 3           |

### Zdjęcia
- Stanisław Wiktor, Plac budowy elektrociepłowni Karolin EC-II, [w:] Poznań w obiektywie Stanisława Wiktora | 1974 [online], CYRYL – Cyfrowe Repozytorium Lokalne Poznań [dostęp 2019-10-22].
- Stanisław Wiktor, Komin elektrociepłowni Karolin EC-II, [w:] Poznań w obiektywie Stanisława Wiktora | 1974 [online], CYRYL – Cyfrowe Repozytorium Lokalne Poznań [dostęp 2019-10-22].
- Stanisław Wiktor, Budowa elektrociepłowni Karolin EC-II, [w:] Poznań w obiektywie Stanisława Wiktora | 1974 [online], CYRYL – Cyfrowe Repozytorium Lokalne Poznań [dostęp 2019-10-22].
- Stanisław Wiktor, Budowa elektrociepłowni Karolin EC-II, [w:] Poznań w obiektywie Stanisława Wiktora | 1974 [online], CYRYL – Cyfrowe Repozytorium Lokalne Poznań [dostęp 2019-10-22].
- Stanisław Wiktor, Pracownicy elektrociepłowni EC-II, [w:] Poznań w obiektywie Stanisława Wiktora | 1974 [online], CYRYL – Cyfrowe Repozytorium Lokalne Poznań [dostęp 2019-10-22].